# Hans-Martin Linnemann
Hans-Martin Linnemann (* 30. Dezember 1930 in Witten; † 2. Januar 2024) war ein deutscher evangelischer Theologe und als Präses geistlicher Leiter der Evangelischen Kirche von Westfalen mit Sitz in Bielefeld.

## Werdegang
Nach dem Studium an den Universitäten Marburg, Göttingen, Münster und an der Kirchlichen Hochschule Bethel legte Linnemann 1955 und 1958 das Erste und Zweite Theologische Examen und trat danach in den Pfarramtsdienst der Evangelischen Kirche von Westfalen. 1958 wurde er in Münster ordiniert und wirkte von 1960 bis 1965 als Studentenpfarrer in Münster, anschließend bis 1976 als Gemeindepfarrer in Dortmund an St. Reinoldi.
1976 wurde Linnemann zum Superintendenten in Lünen und Vorsitzenden der Vereinigten Kirchenkreise Dortmund und Lünen gewählt. Dieses Amt übte er neun Jahre aus. 1984 wurde er zum Präses der Evangelischen Kirche von Westfalen gewählt und übte dieses Amt vom März 1985 bis zu seiner Emeritierung im März 1996 aus.

## Sonstige Funktionen
Von 1987 bis 1991 war Linnemann Vorsitzender des Rates der Evangelischen Kirche der Union (Bereich Bundesrepublik Deutschland und West-Berlin), und von 1988 bis 1996 stellvertretender Vorsitzender der Arnoldshainer Konferenz. Von 1989 an war Linnemann Mitglied des Rates der EKD. Er hatte ferner den Vorsitz des Ökumenischen Studienwerks Bochum, des Evangelischen Studienwerks Villigst und des Ev. Presseverbandes Westfalen-Lippe inne.

## Ehrungen
1988 wurde Linnemann von der Westfälischen Wilhelms-Universität in Münster mit der Ehrendoktorwürde ausgezeichnet.

## Schriften
- Gottes Gaben weitergeben. Predigten 1974–1988. Luther-Verlag, Bielefeld 1988.